# A Última Mulher
L'ultima donna (em francês:  La dernière femme; bra/prt A Última Mulher) é um filme franco-italiano de 1976, do gênero drama, dirigido por Marco Ferreri.

## Sinopse
Gerard (Gérard Depardieu) é um engenheiro que foi abandonado pela mulher (Zou Zou) e vive com o filho de nove meses. Envolve-se numa relação com Valerie (Ornella Muti), que acaba por entrar na rotina. É então que aparece a ex-mulher a reclamar a guarda do filho.

## Elenco
- Gérard Depardieu - Gerard
- Ornella Muti - Valerie
- Michel Piccoli - Michel
- Renato Salvatori - Rene
- Giuliana Calandra - Benoite
- Zou Zou - Gabrielle
- Nathalie Baye - Natalie Baye